# 中寮線東堡之役
中寮線東堡之役，戴潮春事件系列戰役之一，發生臺灣清領時期同治二年（1863年）農曆九月間，確切日期不詳，肇因彰化縣線東堡中寮庄頭人林大用原屬天地會紅軍一員，卻於該年九月間率眾歸降曾玉明（大清將領，時任署台灣鎮總兵，駐軍燕霧堡），致使原天地會紅軍不滿，自彰化縣城出兵討伐林大用，林大用併退至柑仔井與天地會紅軍鏖戰，後因清軍曾玉明派兵馳援才退拒紅軍。

## 背景
天地會自同治元年（1862年）春季，以四張犁鄉紳戴潮春為首，偕臺灣中部豪族群起倡亂，同年三月下旬，天地會佔領大墩、彰化縣城，又自彰化縣通往郡城（臺灣府）的臺灣中路大半落入天地會控制範圍彰化縣城自被天地會紅軍盤據。因清軍在台灣軍員不足，無力鎮壓，除仰賴外地調派軍隊之外，亦需倚賴台灣當地豪族籌組團練協力，與天地會進行鏖戰。

## 前哨戰

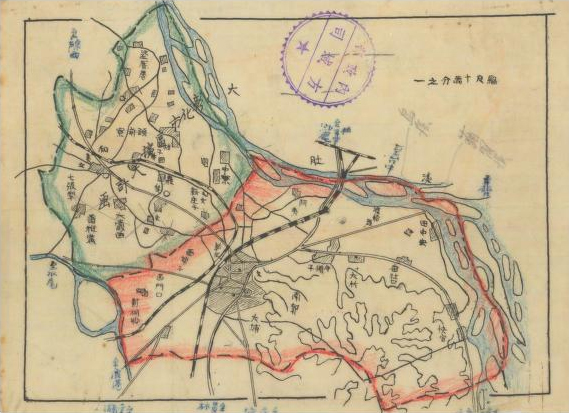
1934年彰化市區接壤和美庄的地圖，有標示彰化縣城與中寮所在位置。

天地會眾自同治元年（1862年）農曆三月二十日占領彰化縣城後，一直引為根據地，其中鹿港與彰化縣城雖僅二十里，但以鹿港為首等泉籍諸庄並未依附天地會，豎立白旗與官兵合作與天地會分庭抗禮。同年七月下旬，中寮庄頭人林大用與鹿港望族出身的陳耀互有長年恩怨嫌隙，正逢陳耀駐守嘉寶潭（今彰化縣和美鎮嘉寶里），林大用偕大肚庄團練陳九武、趙戇發動進攻，並接連於鹿港北境的柑仔井、湳仔庄（今和美鎮柑仔、竹圍二里）侵擾，即嘉寶潭之役；此役後因陳耀堅守嘉寶潭，並獲得自鹿港運送地鉛彈、火藥以及燕霧二十四庄的援兵，順利讓來犯的天地會與林大用部隊撤軍。
同治元年（1862年）農曆五月十三日，原福寧鎮總兵曾玉明率 600 親兵自鹿港登岸抵台，接連彰化縣城南側與西側等各堡交界處指揮馬鳴山燕霧堡會戰、秀水燕霧堡會戰等，而該年八月十六日，曾玉明軍隊與地方民練首領葉虎鞭、陳大戇在秀水燕霧堡會戰中從天地會部眾奪下秀水庄、安東庄之後，面對後港仔庄的黃阿起，搭建與枋寮、湳尾結寨相持的竹圍，始終難以越雷池一步，直到同治二年（1863年）農曆四月，從福建調派署臺灣北路協副將曾元福、五月間從廣東省調派游擊官蕭瑞芳等官軍助陣，皆無斬獲；此後天地會紅軍與曾玉明主導官民軍陷入僵局，對峙延續長達三年之久，此即後港仔燕霧堡會戰。

## 過程

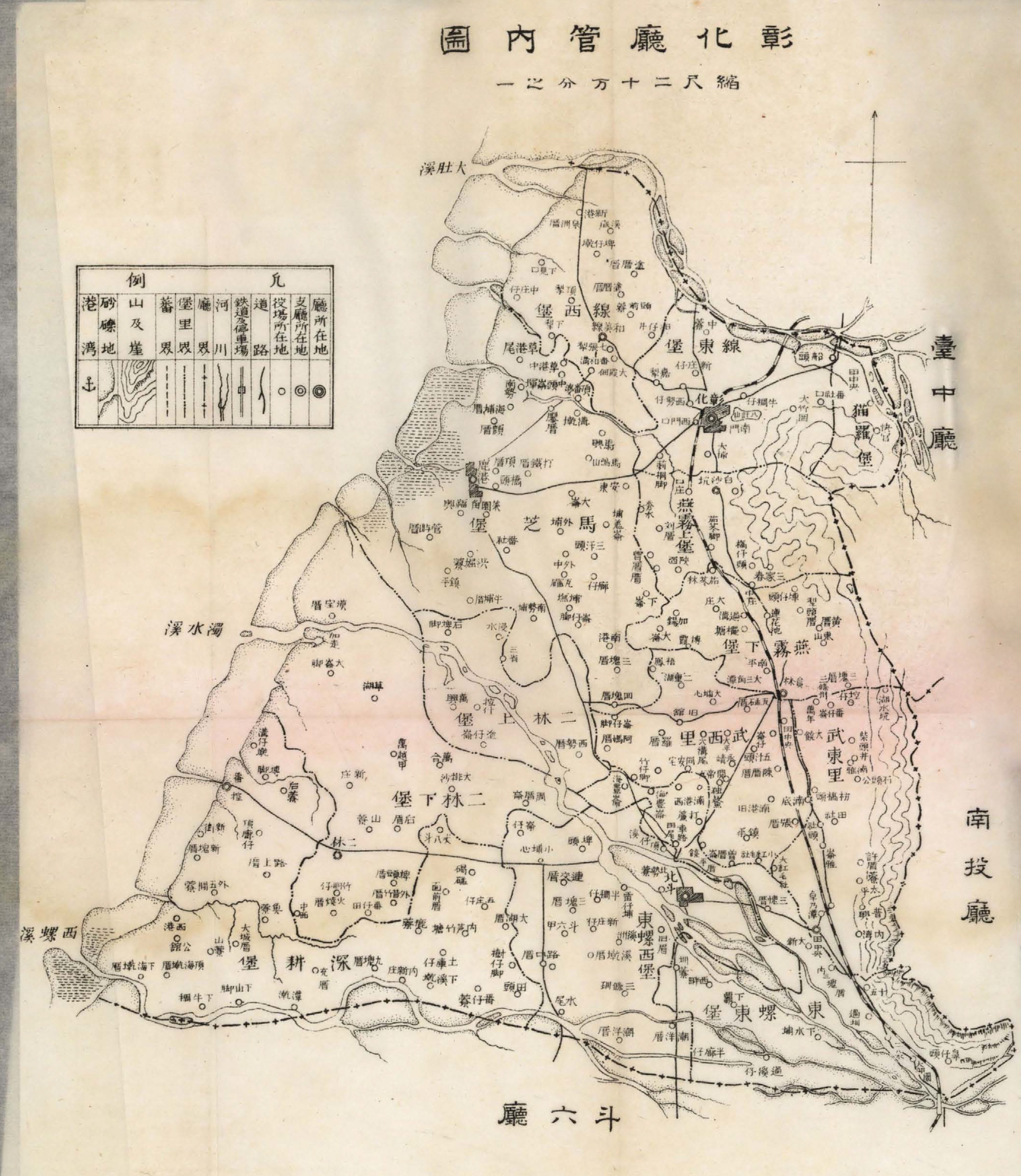
日治時期臺灣總督府頒定於1901年至1909年間的臺灣縣彰化廳區域圖（本圖繪製於1905年），此行政區域尚屬臨時過渡時期，大體延續清制。本圖亦記錄許多清代的古地名可索驥。

同治二年（1863年）九月間，林大用所在的中寮庄位在彰化縣城北側三里許，中寮戰略位置對天地會極為重要，林大用據守良久，甚至被封「鎮北將軍」，可謂被天地會委以重任。當是時，林大用所屬的中寮庄與鹿港陳耀家族舊有械鬥嫌隙，因林家苦於陳耀家族財大業大，中寮庄與林大用族人多遭陳耀等欺侮，是以當天地會群起叛亂之際，林大用等乘隙附紅軍，挾帶私怨順勢攻打陳耀，後亦獲天地會器重，但同治二年（1863年）九月間，傳來陳耀身故的消息，同時也有感天地會聲勢大不如前，林大用決意率眾向官軍曾玉明（時任署台灣鎮總兵，駐軍燕霧堡一帶）請降。
林大用請降的消息，被天地會部眾偵查得知，紅軍備感憤怒，當下便集結部隊，圍剿林大用；林大用先遁逃至柑仔井藏匿，紅軍轉瞬而至，林大用只得率領200名親隨部眾應戰，堅持至曾玉明派兵解圍，天地會才罷兵返彰化縣城。

## 後續
原本固守彰化縣城的紅軍如陳梓生、陳鮄、王萬獲知林大用投降的消息，認為中寮距離縣城僅三里，難以持續守備，便將城中財物運出至四塊厝（今臺中市霧峰區），四塊厝是天地會首領之一林日成之根據地，而林日成在同治二年（1863年）元月大甲戰役失利之後，便長在此養傷沉潛，思索對抗官軍計畫，彰化縣城內要員僅留江有仁和林貓據守，其勢漸孤。

## 其他
- 同一時期也在同治二年（1863年）九月間，東勢角羅冠英、翁仔社廖廷鳳襲擊東大墩，與天地會廖安然連日惡戰，後有張世英、林文鳳、林文明助陣，順利大破廖安然。[2][7]